# Rio Mojuí
Rio Mojuí är ett vattendrag i Brasilien.   Det ligger i delstaten Pará, i den centrala delen av landet, 1 600 km norr om huvudstaden Brasília.
I omgivningarna runt Rio Mojuí växer i huvudsak städsegrön lövskog. Runt Rio Mojuí är det ganska glesbefolkat, med 21 invånare per kvadratkilometer.